# Прибст, Кристин
Кристин Прибст (нем. Christin Priebst; род. 18 сентября 1983, Дрезден) — немецкая шорт-трекистка, восьмикратная призёр чемпионата Европы 2002, 2004, 2005, 2007, 2008, 2009, 2010 и 2013 года. Участница Зимних Олимпийских игр 2002 и 2006 года.

## Спортивная карьера
Кристин Прибст родилась в городе Дрезден, Германская Демократическая Республика. 26 марта 1998 года в забеге на 3000 м она установила рекорд Германии со временем 5.16,00 сек.
Свой первый международный чемпионат Прибст провела в январе 1998 года, когда стартовала на юниорском чемпионате мира в Сент-Луисе и заняла 8-е место на дистанции 1000 м, как её лучший результат на тех соревнованиях. В марте на командном чемпионате мира в Бормио стала с партнёрами 7-й. В сентябре дебютировала на Кубке мира в Монреале.
На юниорском чемпионате мира в Монреале в 1999 году и на чемпионате Европы в Оберсдорфе она заняла 11-е место в многоборье. Через год Прибст заняла 32-е и 35-е места в общем зачёте  на юниорском и взрослом чемпионатах мира соответственно. В 2001 году на чемпионате Европы в Гааге смогла подняться на 6-е место в общем зачёте и на 21-е место на чемпионате мира среди юниоров в Варшаве.
До 2001 года тренировалась на базе клуба «Eisschnellauf Club Dresden», а с 2002 года — «Eislaufverein Dresden». Прибст выиграла свою первую бронзовую медаль в январе 2002 года на чемпионате Европы в Гренобле. Её команда в эстафете с результатом 4:31.885 сек заняла 3-е место в забеге, уступив первенство соперницам из Болгарии (4:31.030 ) и Италии (4:29.255). В феврале участвовала на зимних Олимпийских играх в Солт-Лейк-Сити, где заняла 16-е место на дистанции 1000 м и 8-е место на 1500 м и в эстафете.
В январе 2003 года на юниорском чемпионате мира в Будапеште и на чемпионате Европы в Санкт-Петербурге Прибст заняла 13-е место в общем зачёте. Она выиграла бронзовые медали в эстафете и заняла 9-е места в многоборье на чемпионате Европы в Зутермере 2004 года и на чемпионате Европы в Турине 2005 года.
На зимних Олимпийских играх 2006 года в Турине Прибст была заявлена для участия в женской эстафете. Во втором забеге полуфинального раунда с результатом 4:22.553 её команда финишировала четвёртой. В общем зачёте немки заняли 6-ю позицию.
На чемпионате Европы в Шеффилде 2007 года Прибст завоевала с командой золотую медаль в эстафете. В феврале на Кубке мира в Херенвене выиграла бронзу в беге на 1000 м, а также выиграла чемпионат Германии в общем зачёте многоборья. Через год на европейском чемпионате в Вентспилсе выиграла бронзовую медаль в эстафете и заняла 7-е место в общем зачёте, следом стала серебряным призёром в многобрье на национальном чемпионате Германии.
В сезоне 2008/09 годов Прибст вновь попала на подиум чемпионата Европы в Турине, выиграв серебро в эстафете и на чемпионате Германии по одиночным дистанциям выиграла золото в беге на 500 м и серебро на 1000 м. Ещё одну золотую медаль в эстафете она завоевала на чемпионате Европы в Дрездене в январе 2010 года и на командном чемпионате мира в Бормио поднялась на 7-е место вместе с партнёрами.
В марте на зимних Всемирных военных играх в Курмайоре заняла 4-е место в беге на 500 м и 5-е на 1500 м. В сентябре в Дрездене она выиграла звание абсолютной чемпионки Германии в многоборье, опередив Бианку Вальтер и Юлию Ридель, занявших 2-е и 3-е места соответственно. В сезонах 2010/11 и 2011/2012 годов Прибст в составе четвёрки занимала 4-е места в эстафете на чемпионатах Европы. На чемпионате Германии в сентябре 2012 года она заняла 3-е место в личном зачёте многоборья.
Последняя медаль в её карьере была добыта в 2013 году во время чемпионата Европы в Мальмё. Немецкие шорт-трекистки в эстафете с результатом 4:18.692 заняли 2-е место, уступив первенство спортсменкам из Нидерландов (4:18.569), но опередив конкуренток из Польши (4:19.794).

## Личная жизнь
Кристин Прибст — военнослужащая Бундесвера.